# Affaire des émissaires secrets de La Haye

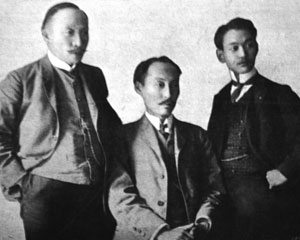
Yi Jun, Yi Sang-Seol et Yi Wi-Jong (à partir de la gauche).

L'Affaire des émissaires secrets de La Haye (Heigeu teuksa sageon, 헤이그 특사사건) est l'envoi de trois émissaires secrets de l'empire coréen à la Seconde conférence de La Haye qui s'est tenue à La Haye aux Pays-Bas en 1907 pour déclarer l'invalidité du traité d'Eulsa et pour affirmer les droits de régner sur la Corée indépendante du Japon.
Mais les grandes puissances du monde ont refusé à ces émissaires coréens de participer à la conférence, de sorte que la Corée n'était plus vue comme un pays libre mais comme un état représenté par le Japon.